# The Shadows (album)
| Recensione | Giudizio |
| ---------- | -------- |
| AllMusic   | [ 1 ]    |

The Shadows è il primo album del gruppo musicale britannico omonimo, pubblicato dall'etichetta discografica Columbia nel settembre del 1961.
L'album raggiunse la prima posizione della Chart inglese già il 16 settembre 1961, rimanendo in testa alla classifica per cinque settimane.

## Tracce
Lato A
1. Shadoogie – 2:23 (Hank Marvin, Bruce Welch, Jet Harris, Tony Meehan)
2. Blue Star – 2:44 (Edward Heyman, Victor Young)
3. Nivram – 3:20 (Bruce Welch, Hank Marvin, Jet Harris)
4. Baby My Heart – 2:14 (Sonny Curtis)
5. See You in My Drums – 2:47 (Tony Meehan)
6. All My Sorrows – 3:00 (Dave Guard, Bob Shane, Nick Reynolds)
7. Stand Up and Say That! – 2:13 (Hank Marvin)

Lato B
1. Gonzales – 2:15 (Robyn McGlynn)
2. Find Me a Golden Street – 2:48 (Norman Petty)
3. Theme from a Filleted Place – 2:22 (Hank Marvin, Bruce Welch, Jet Harris)
4. That's My Desire – 2:27 (Helmy Krease, Carroll Loveday)
5. My Resistance Is Low – 1:56 (Harold Adamson, Hoagy Carmichael)
6. Sleepwalk – 2:48 (Ann Farina, John Farina, Santo Farina, Don Wolf)
7. Big Boy – 2:08 (Bruce Welch, Hank Marvin)

## Musicisti
- Hank Marvin - chitarra solista, pianoforte
- Hank Marvin - voce (brano: Baby My Heart)
- Bruce Welch - chitarra ritmica
- Bruce Welch - voce (brano: That's My Desire)
- Terence Jet Harris - basso
- Terence Jet Harris - voce (brano: All My Sorrows)
- Tony Meehan - batteria